# ياب شرودر
ياب شرودر (بالهولندية: Jaap Schröder)‏ هو عالم موسيقى هولندي، ولد في 31 ديسمبر 1925 في أمستردام في هولندا.

## وصلات خارجية
- ياب شرودر على موقع ميوزك برينز (الإنجليزية)
- ياب شرودر على موقع أول ميوزيك (الإنجليزية)
- ياب شرودر على موقع ديسكوغز (الإنجليزية)